# دانيال إيدو
دانيال إيدو (بالإنجليزية: Daniel Udoh) هو لاعب كرة قدم نيجيري في مركز الهجوم، ولد في 30 أغسطس 1996 في لاغوس في نيجيريا. شارك مع منتخب نيجيريا تحت 17 سنة لكرة القدم. أما مع النوادي، فقد لعب مع كيدرمينستر هاريرز ونادي كرو ألكساندرا ونادي ووستر سيتي.

## وصلات خارجية
- دانيال إيدو على موقع قاعدة بيانات كرة القدم.إي يو (الإنجليزية)
- دانيال إيدو على موقع Soccerbase.com (لاعب) (الإنجليزية)
- دانيال إيدو على موقع Soccerway.com (الإنجليزية)